# Merigold
Merigold is een plaats (town) in de Amerikaanse staat Mississippi, en valt bestuurlijk gezien onder Bolivar County.

## Demografie
Bij de volkstelling in 2000 werd het aantal inwoners vastgesteld op 664.
In 2006 is het aantal inwoners door het United States Census Bureau geschat op 619, een daling van 45 (-6,8%).

## Geografie
Volgens het United States Census Bureau beslaat de plaats een oppervlakte van
2,5 km², geheel bestaande uit land. Merigold ligt op ongeveer 44 m boven zeeniveau.

## Plaatsen in de nabije omgeving
De onderstaande figuur toont nabijgelegen plaatsen in een straal van 16 km rond Merigold.